# 연현초등학교
연현초등학교는 대한민국 경기도 안양시 만안구에 있는 공립 초등학교이다.

## 학교 연혁
- 1996. 01. 13 연현초등학교 설립 인가
- 1996. 03. 01 초대 홍상계 교장 취임
- 1996. 03. 02 연현초등학교 개교(11학급, 삼성초등학교에서 분리 수용)
- 2011. 02. 15 제15회 179명 졸업(누계 1996명)
- 2011. 03. 01 제7대 장기갑 교장 취임
- 2012. 03. 01 27학급 편성(843명) 유치원 2학급(39명)
- 2013. 03. 01 제8대 이찬규 교장 취임
- 2013. 03. 01 30학급 편성(816명) 유치원 2학급(38명)
- 2015. 03. 01 29학급편성(764명) 유치원 2학급(44명)